# Urszula Dudziak

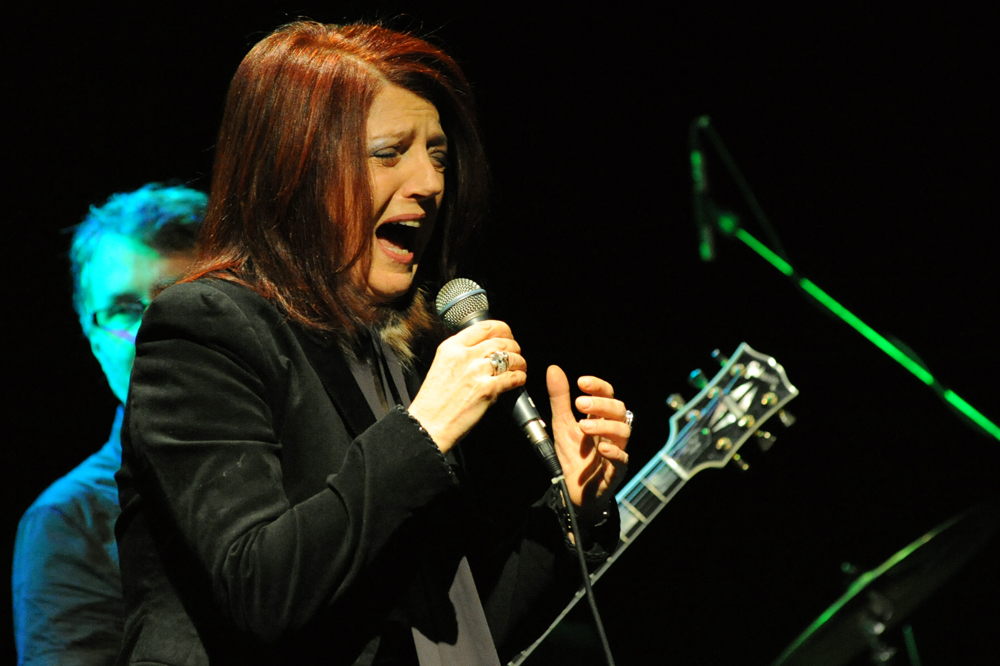
Urszula Dudziak

Urszula Bogumiła Dudziak-Urbaniak (sinh ngày 22 tháng 10 năm 1943) là một ca sĩ nhạc jazz người Ba Lan.  

## Cuộc đời và sự nghiệp
Dudziak sinh tại Straconka, lân cận Bielsko-Biała, Ba Lan. Vào năm 1967, bà kết hôn với nghệ sĩ vĩ cầm nổi tiếng người Ba Lan Michał Urbaniak. Từ cuối thập niên 1960, cặp đôi bắt đầu lưu diễn nước ngoài và định cư tại thành phố New York trong thập niên 1970.
Bà thường hợp tác các nhạc công đương đại hàng đầu, bao gồm Archie Shepp và Lester Bowie. Bà từng là thành viên của nhóm Vocal Summit, các thành viên còn lại bao gồm Jay Clayton, Jeanne Lee, Bobby McFerrin, Norma Winstone, Sting và Lauren Newton.
Vào ngày 11 tháng 11 năm 2009, tổng thống Ba Lan Lech Kaczyński trao tặng bà Thập giá Hiệp sĩ Huân chương Polonia Restituta.